# Oliver Hegi
Oliver Nicola Hegi (* 20. Februar 1993 in Villmergen) ist ein ehemaliger Schweizer Kunstturner und er war Mitglied der Nationalmannschaft. Er qualifizierte sich für die Olympischen Sommerspiele 2016 und gewann Gold am Reck an den Turn-Europameisterschaften 2018 in Glasgow.
2017 gewann er an den Schweizer Meisterschaften in Morges Gold am Reck und am Pauschenpferd. Am 1. März 2021 gab er seinen Rücktritt vom Leistungssport bekannt.